# Gelede

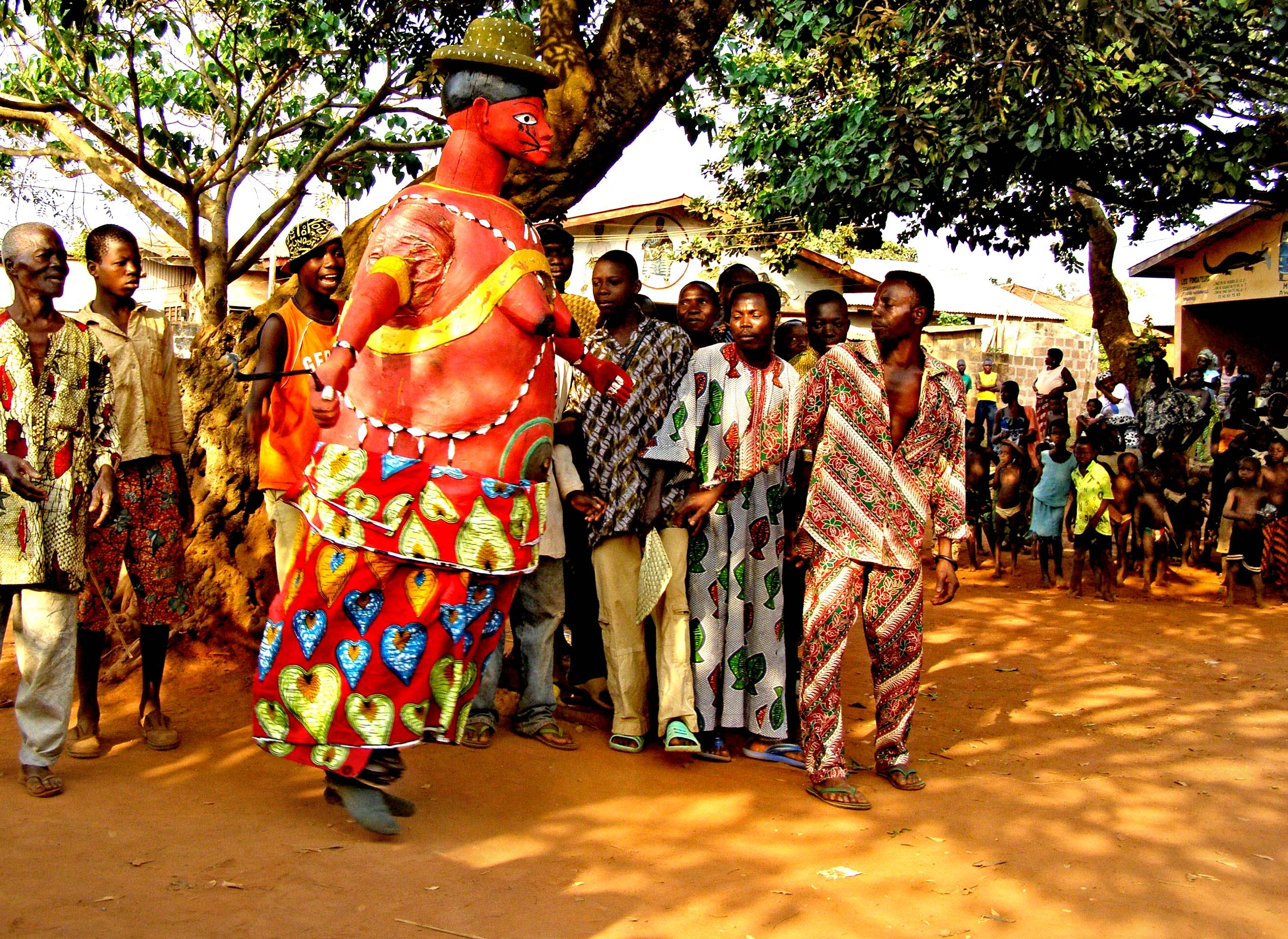
Gelede

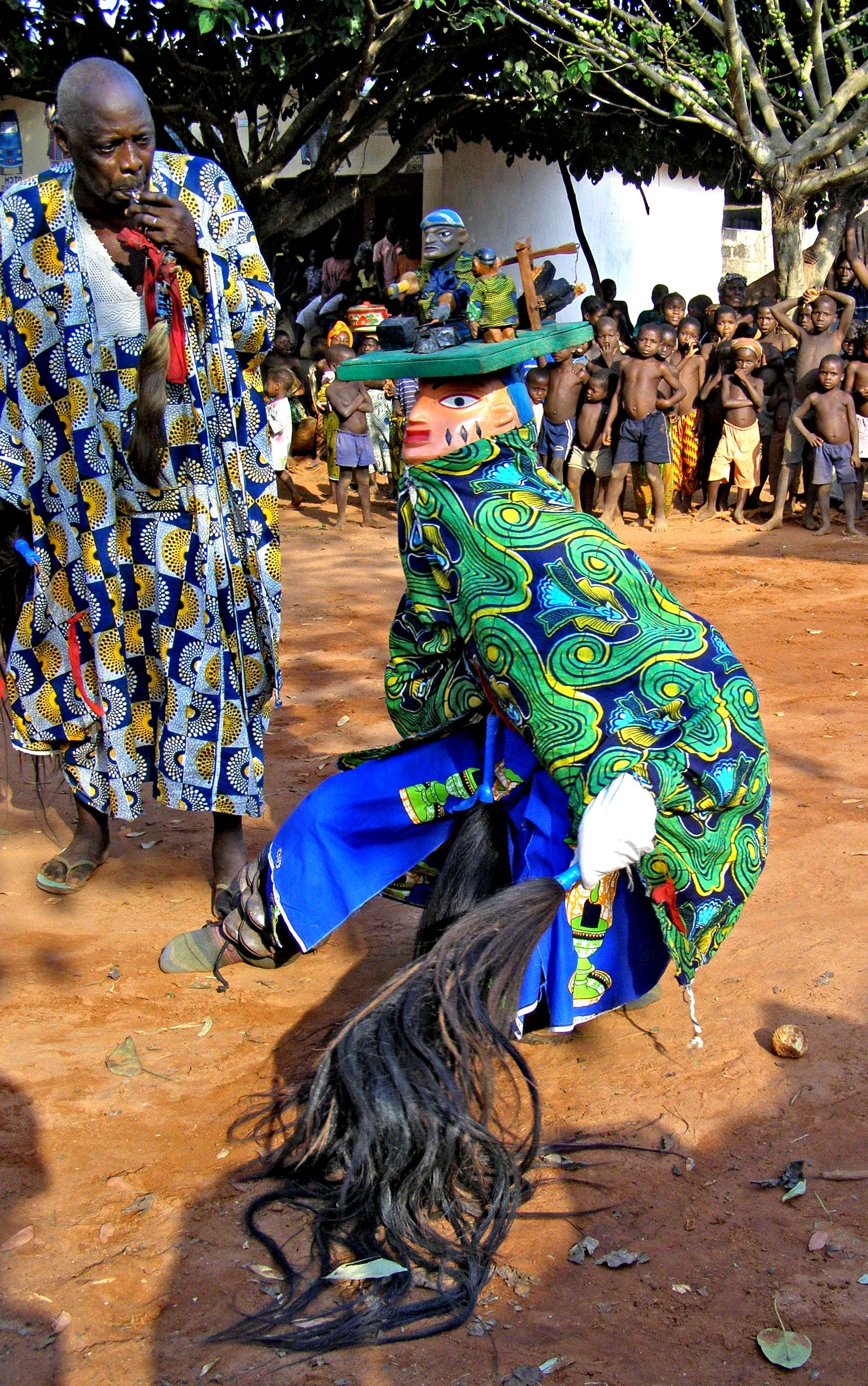
Beweegbare pop boven op het masker

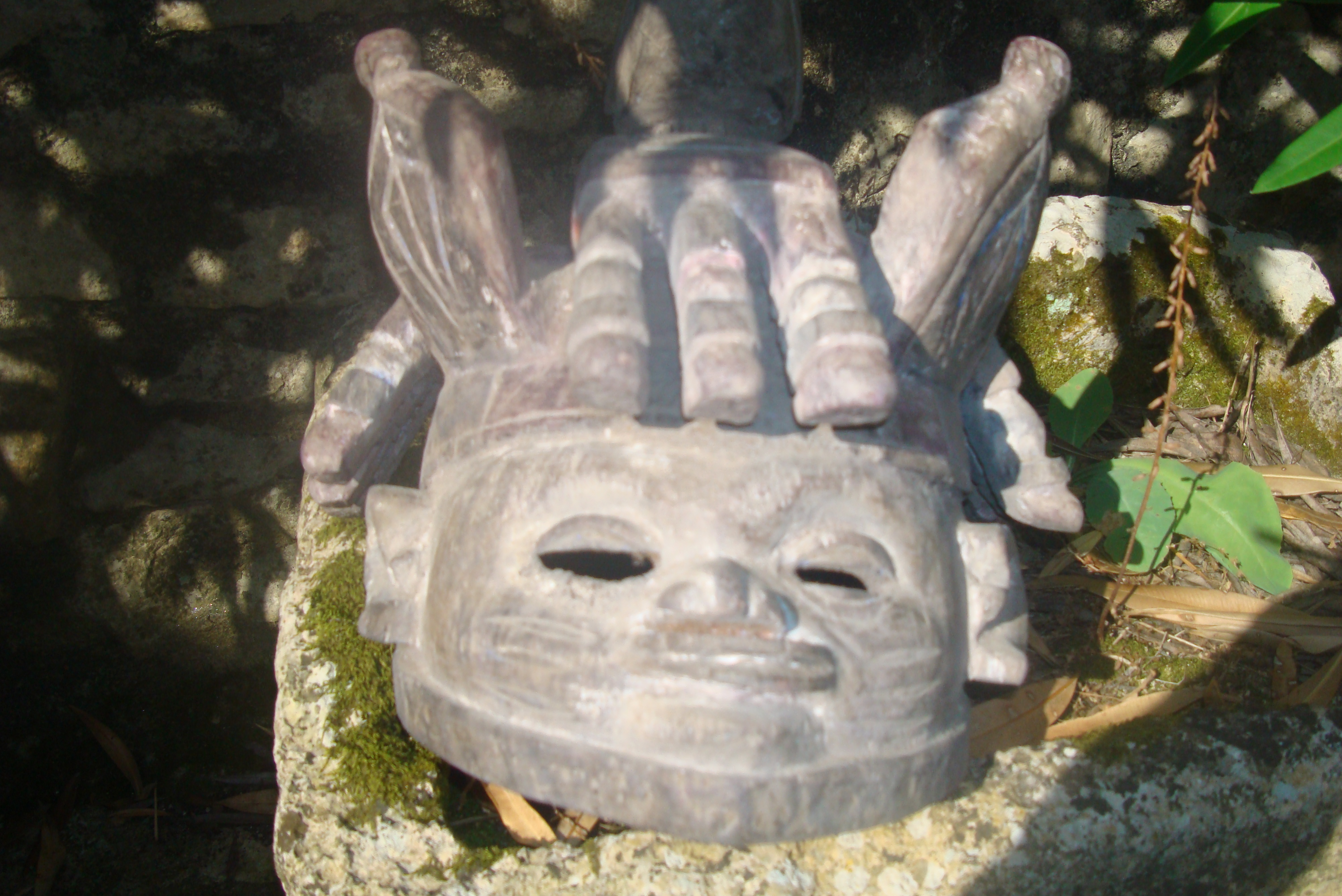
Masker gebruikt bij Gelede

Gelede is een jaarlijks festival of ritueel ter ere van onze moeder (awon iya wa) in Benin, Nigeria en Togo. Het is niet zozeer voor het moederschap, maar voor vrouwelijke ouderlingen. Het festival vindt plaats in het droge seizoen (maart tot mei) bij de Yoruba.
Het masker (of hoofdtooi die het gezicht niet bedekt) wordt door mannen gedragen om zich te vermommen als vrouw. Ze behagen de moeders die als zeer krachtig bekendstaan, ze maken gebruik van hun bevoegdheden voor goede of destructieve doeleinden van hekserij.
De ceremonie heeft een dans (met complexe choreografie), zang en muziek. Vooral de drum valt op. Er kunnen tientallen paren deelnemen. Overdag wordt het festival op de markt gehouden en wordt voorafgegaan door een Efe-ceremonie op de voorafgaande avond. Narren maken op de vooravond gebruik van mannelijke maskers die satirische voorstellingen houden, voorzien van sociaal commentaar.
De marionetmaskers zijn minder bekend dan de klassieke maskers, dit zijn beweegbare poppen boven op de maskers.
Gelede is waarschijnlijk ontstaan in de late achttiende of negentiende eeuw. Het wordt geassocieerd met de overgang van de matriarchale naar een patriarchale samenleving.
De Gelede ceremonie kan ook tijdens begrafenissen van leden opgevoerd worden, of in tijden van droogte of andere ernstige situaties die te maken zouden hebben met kwaadaardige hekserij.
Sinds 2001 staat Gelede vermeld op de Lijst van Meesterwerken van het Orale en Immateriële Erfgoed van de Mensheid.

## Afbeeldingen

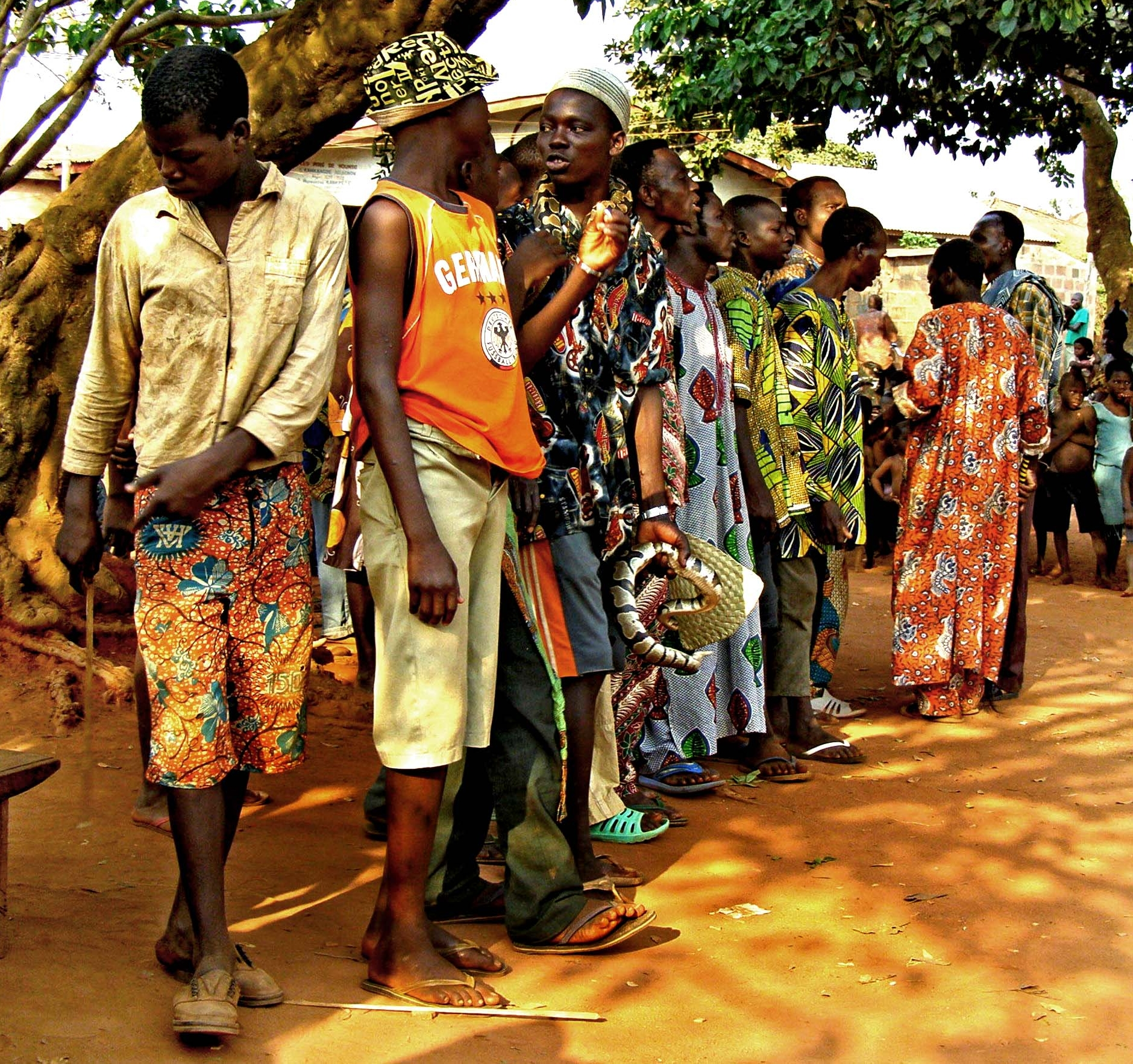
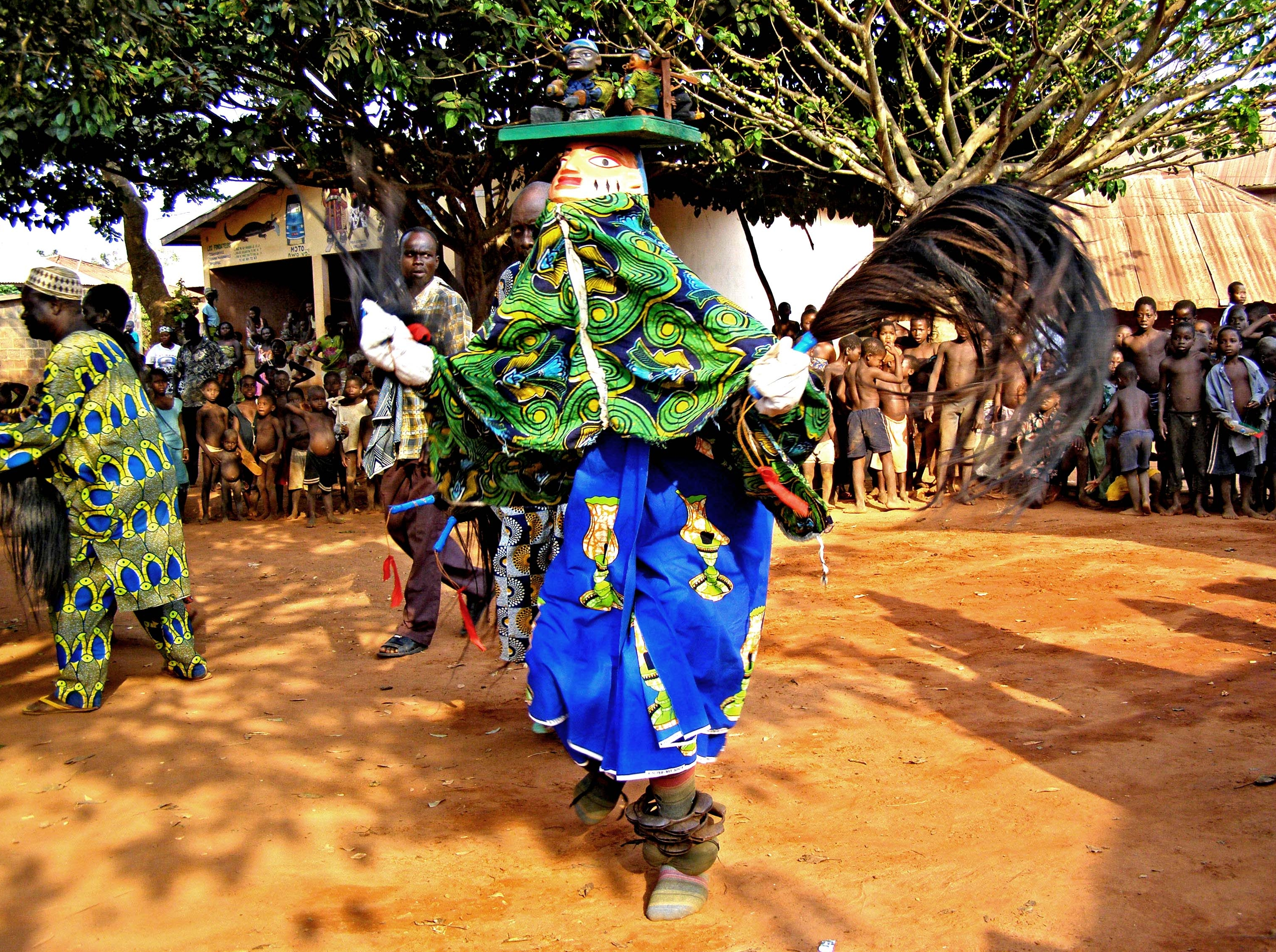

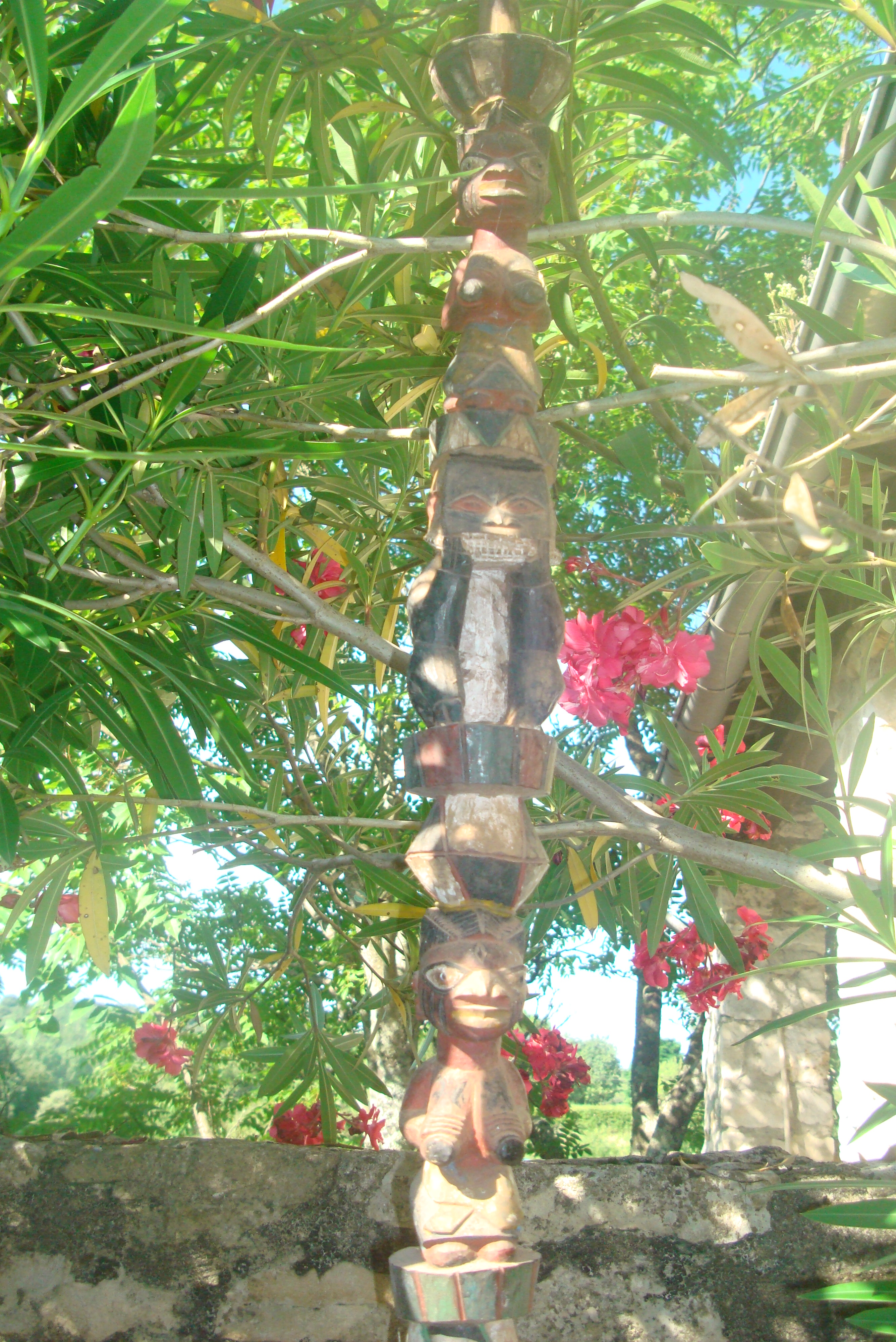
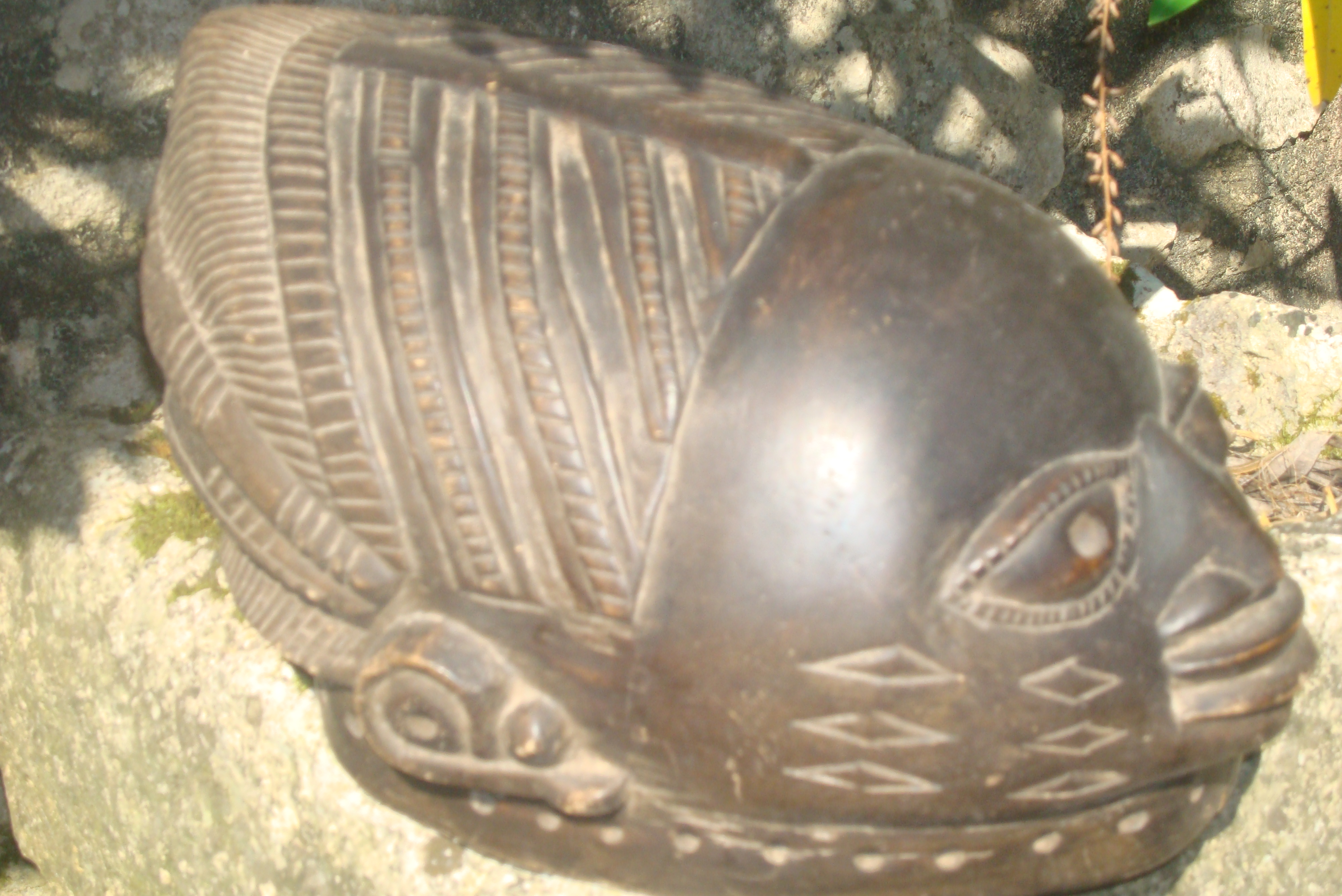